# Gran Premio di Gran Bretagna 1991
Il Gran Premio di Gran Bretagna 1991 è stato un Gran Premio di Formula 1 disputato il 14 luglio 1991 sul Circuito di Silverstone. La gara è stata vinta da Nigel Mansell su Williams.

## Prima della gara
- Per l'edizione 1991 del Gran Premio di Gran Bretagna il Circuito di Silverstone viene ampiamente modificato, con l'aggiunta di diverse nuove curve; il tracciato perde quindi il primato di circuito più veloce del Mondiale.
- Tom Walkinshaw compra il 35% della Benetton.

## Qualifiche
Nella gara di casa Mansell conquista la pole position davanti a Senna, Patrese, Berger, Prost, Alesi, Moreno, Piquet, Gugelmin e Modena.

### Classifica
| Pos                     | No | Pilota            | Costruttore            | Tempo    | Distacco |
| ----------------------- | -- | ----------------- | ---------------------- | -------- | -------- |
| 1                       | 5  | Nigel Mansell     | Williams - Renault     | 1:20.939 |          |
| 2                       | 1  | Ayrton Senna      | McLaren - Honda        | 1:21.618 | +0.679   |
| 3                       | 6  | Riccardo Patrese  | Williams - Renault     | 1:22.109 | +1.170   |
| 4                       | 2  | Gerhard Berger    | McLaren - Honda        | 1:22.109 | +1.170   |
| 5                       | 27 | Alain Prost       | Ferrari                | 1:22.478 | +1.539   |
| 6                       | 28 | Jean Alesi        | Ferrari                | 1:22.881 | +1.942   |
| 7                       | 19 | Roberto Moreno    | Benetton - Ford        | 1:23.265 | +2.326   |
| 8                       | 20 | Nelson Piquet     | Benetton - Ford        | 1:23.626 | +2.687   |
| 9                       | 15 | Maurício Gugelmin | Leyton House - Ilmor   | 1:24.044 | +3.105   |
| 10                      | 4  | Stefano Modena    | Tyrrell - Honda        | 1:24.069 | +3.130   |
| 11                      | 22 | Jyrki Järvilehto  | Scuderia Italia - Judd | 1:24.141 | +3.202   |
| 12                      | 7  | Mark Blundell     | Brabham - Yamaha       | 1:24.165 | +3.226   |
| 13                      | 33 | Andrea De Cesaris | Jordan - Ford          | 1:24.169 | +3.230   |
| 14                      | 8  | Martin Brundle    | Brabham - Yamaha       | 1:24.345 | +3.406   |
| 15                      | 3  | Satoru Nakajima   | Tyrrell - Honda        | 1:24.560 | +3.621   |
| 16                      | 16 | Ivan Capelli      | Leyton House - Ilmor   | 1:24.587 | +3.648   |
| 17                      | 32 | Bertrand Gachot   | Jordan - Ford          | 1:24.592 | +3.653   |
| 18                      | 21 | Emanuele Pirro    | Scuderia Italia - Judd | 1:24.654 | +3.715   |
| 19                      | 25 | Thierry Boutsen   | Ligier - Lamborghini   | 1:25.174 | +4.235   |
| 20                      | 24 | Gianni Morbidelli | Minardi - Ferrari      | 1:25.222 | +4.283   |
| 21                      | 29 | Éric Bernard      | Larrousse - Ford       | 1:25.537 | +4.598   |
| 22                      | 30 | Aguri Suzuki      | Larrousse - Ford       | 1:25.583 | +4.644   |
| 23                      | 23 | Pierluigi Martini | Minardi - Ferrari      | 1:25.583 | +4.644   |
| 24                      | 12 | Johnny Herbert    | Lotus - Judd           | 1:25.689 | +4.750   |
| 25                      | 11 | Mika Häkkinen     | Lotus - Judd           | 1:25.872 | +4.933   |
| 26                      | 9  | Michele Alboreto  | Footwork - Ford        | 1:26.192 | +5.253   |
| Vetture non qualificate |    |                   |                        |          |          |
| NQ                      | 26 | Érik Comas        | Ligier - Lamborghini   | 1:26.392 | +5.453   |
| NQ                      | 10 | Stefan Johansson  | Footwork - Ford        | 1:26.544 | +5.605   |
| NQ                      | 18 | Fabrizio Barbazza | AGS - Ford             | 1:28.122 | +7.183   |
| NQ                      | 17 | Gabriele Tarquini | AGS - Ford             | 1:28.136 | +7.197   |

## Gara

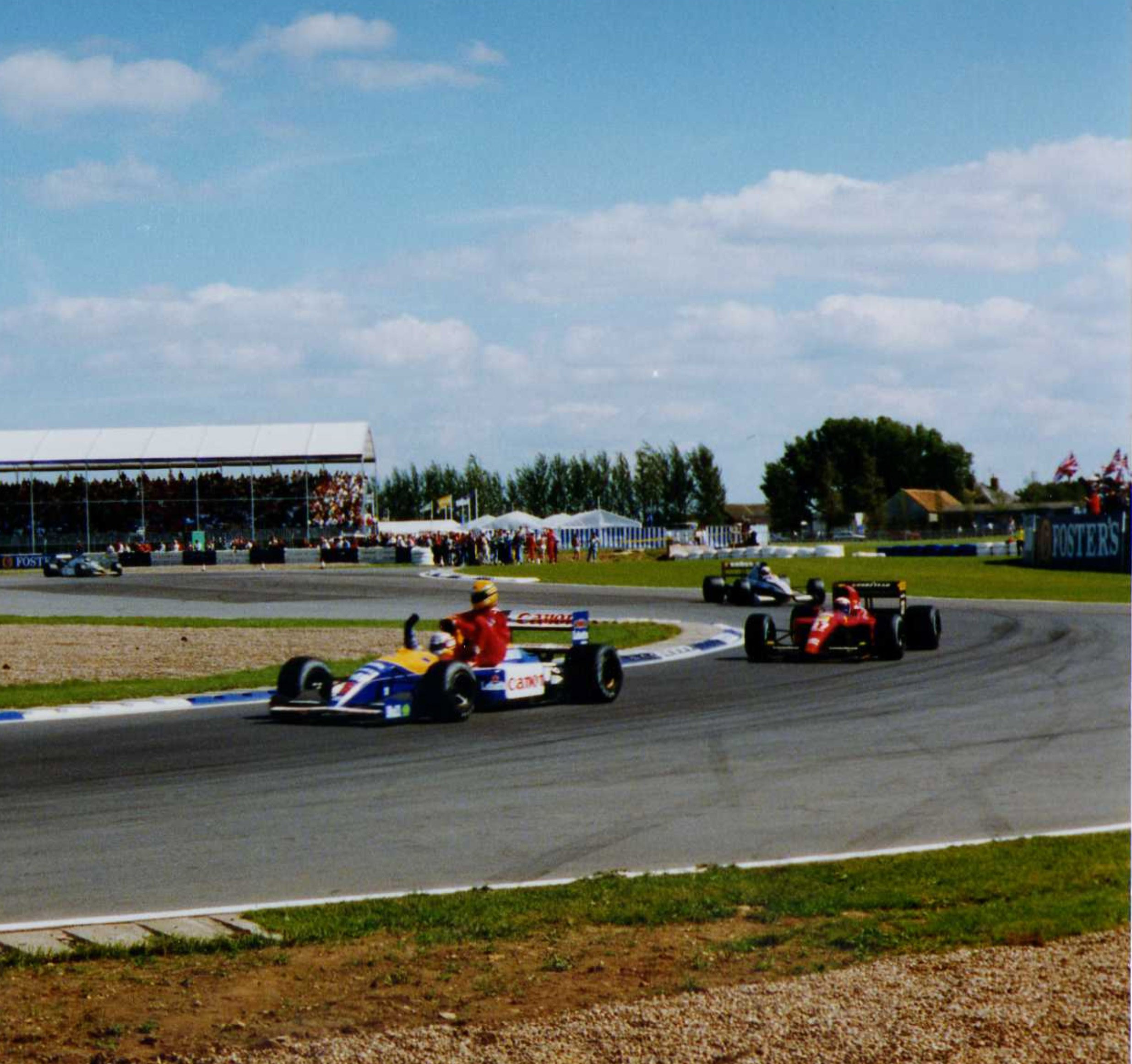
Durante il giro di parata Nigel Mansell offre un passaggio fino ai box ad Ayrton Senna, rimasto senza benzina nel corso dell'ultima tornata.

Al via Senna scatta molto bene, sopravanzando Mansell e portandosi al comando; tuttavia il brasiliano viene subito risuperato dal pilota della Williams, che lo infila alla Stowe. Nel frattempo, Patrese si ritira dopo essere stato spinto fuori pista da Berger.
Mansell e Senna si staccano subito dal gruppo degli inseguitori, capitanato da Berger, Prost e Alesi; quest'ultimo si ritira successivamente dopo un contatto con il doppiato Suzuki.
Al 41º passaggio De Cesaris ha un brutto incidente, causato dalla rottura di una sospensione alla curva Abbey; la vettura del pilota italiano rimbalza contro le barriere e riattraversa la pista, evitando per poco la Tyrrell del sopraggiungente Nakajima. De Cesaris esce illeso dall'incidente.
Mansell rimane in testa per tutta la corsa, andando a conquistare la seconda vittoria consecutiva; Senna, rimasto senza benzina durante l'ultimo giro, viene classificato quarto; celebre diviene il passaggio ai box che gli offre Mansell sulla sua Williams. Concludono a podio Berger e Prost e chiudono la zona punti Piquet e Gachot.
Per evitare di dover disputare le prequalifiche a partire dal Gran Premio successivo, la Brabham avrà bisogno di un arrivo tra i primi sette, ma né Brundle né Blundell concludono la gara.

### Classifica
| Pos      | No | Pilota             | Costruttore               | Giri | Tempo/Ritirato             | Partenza | Punti |
| -------- | -- | ------------------ | ------------------------- | ---- | -------------------------- | -------- | ----- |
| 1        | 5  | Nigel Mansell      | Williams - Renault        | 59   | 1:27:35.479                | 1        | 10    |
| 2        | 2  | Gerhard Berger     | McLaren - Honda           | 59   | + 42.293                   | 4        | 6     |
| 3        | 27 | Alain Prost        | Ferrari                   | 59   | + 1:00.150                 | 5        | 4     |
| 4        | 1  | Ayrton Senna       | McLaren - Honda           | 58   | Mancanza di carburante     | 2        | 3     |
| 5        | 20 | Nelson Piquet      | Benetton - Ford           | 58   | + 1 giro                   | 8        | 2     |
| 6        | 32 | Bertrand Gachot    | Jordan - Ford             | 58   | + 1 giro                   | 17       | 1     |
| 7        | 4  | Stefano Modena     | Tyrrell - Honda           | 58   | + 1 giro                   | 10       |       |
| 8        | 3  | Satoru Nakajima    | Tyrrell - Honda           | 58   | + 1 giro                   | 15       |       |
| 9        | 23 | Pierluigi Martini  | Minardi - Ferrari         | 58   | + 1 giro                   | 23       |       |
| 10       | 21 | Emanuele Pirro     | Scuderia Italia - Judd    | 57   | + 2 giri                   | 18       |       |
| 11       | 24 | Gianni Morbidelli  | Minardi - Ferrari         | 57   | + 2 giri                   | 20       |       |
| 12       | 11 | Mika Häkkinen      | Lotus - Judd              | 57   | + 2 giri                   | 25       |       |
| 13       | 22 | Jyrki Järvilehto   | Scuderia Italia - Judd    | 56   | + 3 giri                   | 11       |       |
| 14       | 12 | Johnny Herbert     | Lotus - Judd              | 55   | Pressione dell'olio        | 24       |       |
| Ritirato | 8  | Mark Blundell      | Brabham - Yamaha          | 52   | Problema al motore         | 12       |       |
| Ritirato | 33 | Andrea De Cesaris  | Jordan - Ford             | 41   | Incidente                  | 13       |       |
| Ritirato | 28 | Jean Alesi         | Ferrari                   | 31   | Collisione con A.Suzuki    | 6        |       |
| Ritirato | 30 | Aguri Suzuki       | Larrousse - Ford          | 29   | Collisione con J.Alesi     | 22       |       |
| Ritirato | 25 | Thierry Boutsen    | Ligier - Lamborghini      | 29   | Problemi al motore         | 19       |       |
| Ritirato | 7  | Martin Brundle     | Brabham - Yamaha          | 28   | Problemi all'acceleratore  | 14       |       |
| Ritirato | 9  | Michele Alboreto   | Footwork - Ford           | 25   | Problemi alla trasmissione | 26       |       |
| Ritirato | 15 | Maurício Gugelmin  | Leyton House - Ilmor      | 24   | Problemi al telaio         | 9        |       |
| Ritirato | 19 | Roberto Moreno     | Benetton - Ford           | 21   | Problemi al cambio         | 7        |       |
| Ritirato | 29 | Éric Bernard       | Larrousse - Ford          | 21   | Problemi alla trasmissione | 21       |       |
| Ritirato | 16 | Ivan Capelli       | Leyton House - Ilmor      | 16   | Testacoda                  | 16       |       |
| Ritirato | 6  | Riccardo Patrese   | Williams - Renault        | 1    | Collisione con G.Berger    | 3        |       |
| NQ       | 26 | Érik Comas         | Ligier - Lamborghini      |      |                            |          |       |
| NQ       | 10 | Stefan Johansson   | Footwork - Ford           |      |                            |          |       |
| NQ       | 18 | Fabrizio Barbazza  | AGS - Ford                |      |                            |          |       |
| NQ       | 17 | Gabriele Tarquini  | AGS - Ford                |      |                            |          |       |
| NPQ      | 14 | Olivier Grouillard | Fondmetal - Ford          |      |                            |          |       |
| NPQ      | 34 | Nicola Larini      | Modena Team - Lamborghini |      |                            |          |       |
| NPQ      | 35 | Eric van de Poele  | Modena Team - Lamborghini |      |                            |          |       |
| NPQ      | 31 | Pedro Chaves       | Coloni - Ford             |      |                            |          |       |

## Classifiche

### Piloti
| Pos. | Pilota            | Punti |
| ---- | ----------------- | ----- |
| 1    | Ayrton Senna      | 51    |
| 2    | Nigel Mansell     | 33    |
| 3    | Riccardo Patrese  | 22    |
| 4    | Alain Prost       | 21    |
| 5    | Nelson Piquet     | 18    |
| 6    | Gerhard Berger    | 16    |
| 7    | Stefano Modena    | 9     |
| 8    | Jean Alesi        | 8     |
| 9    | Andrea De Cesaris | 7     |
| 10   | Roberto Moreno    | 5     |
| 11   | Jyrki Järvilehto  | 4     |
| 12   | Pierluigi Martini | 3     |
| 13   | Bertrand Gachot   | 3     |
| 14   | Satoru Nakajima   | 2     |
| 15   | Mika Häkkinen     | 2     |
| 16   | Aguri Suzuki      | 1     |
| 17   | Julian Bailey     | 1     |
| 18   | Emanuele Pirro    | 1     |
| 19   | Éric Bernard      | 1     |

### Costruttori
| Pos. | Team                   | Punti |
| ---- | ---------------------- | ----- |
| 1    | McLaren - Honda        | 67    |
| 2    | Williams - Renault     | 55    |
| 3    | Ferrari                | 29    |
| 4    | Benetton - Ford        | 23    |
| 5    | Tyrrell - Honda        | 11    |
| 6    | Jordan - Ford          | 10    |
| 7    | Scuderia Italia - Judd | 5     |
| 8    | Minardi - Ferrari      | 3     |
| 9    | Lotus - Judd           | 3     |
| 10   | Larrousse - Ford       | 2     |

## Statistiche
- Ultima gara: Stefan Johansson

## Fonti
- The Official Formula 1 website, su formula1.com. URL consultato l'11 maggio 2009.
- GpUpdate.com [collegamento interrotto], su f1.gpupdate.net. URL consultato l'11 maggio 2009.